# Arrecifes (partido)
Arrecifes (Partido de Arrecifes) is een partido in de Argentijnse provincie Buenos Aires. Het bestuurlijke gebied telt 27.279 inwoners.

## Plaatsen in partido Arrecifes
- Arrecifes
- Todd
- Viña